# 卢卡斯·施密特
卢卡斯·施密特（德語：Lukas Schmidt，1988年9月19日—），德国男子羽毛球運動員，擅長單打項目。

## 主要比賽成績
只列出曾進入準決賽的國際賽事成績：
| 年份   | 賽事                     | 公開賽級別 | 項目     | 搭檔          | 成績   |
| ------ | ------------------------ | ---------- | -------- | ------------- | ------ |
| 2007年 | 歐洲青年羽毛球錦標賽     | 其他       | 男子雙打 | 彼得·卡斯巴尔 | 準決賽 |
| 2010年 | 威爾斯羽毛球國際賽       | 國際系列賽 | 男子單打 | －            | 準決賽 |
| 2011年 | 愛沙尼亞羽毛球國際賽     | 國際系列賽 | 男子單打 | －            | 準決賽 |
| 2011年 | 葡萄牙羽毛球國際賽       | 國際系列賽 | 男子單打 | －            | 亞軍   |
| 2012年 | 克羅地亞羽毛球國際賽     | 國際系列賽 | 男子單打 | －            | 冠軍   |
| 2012年 | 法國羽毛球國際賽         | 國際系列賽 | 男子單打 | －            | 準決賽 |
| 2012年 | 葡萄牙羽毛球國際賽       | 國際系列賽 | 男子單打 | －            | 亞軍   |
| 2012年 | 比利時羽毛球國際賽       | 國際挑戰賽 | 男子單打 | －            | 準決賽 |
| 2013年 | 歐洲羽毛球混合團體錦標賽 | 其他       | 混合團體 | －            | 冠軍   |
| 2013年 | 愛爾蘭羽毛球公開賽       | 國際挑戰賽 | 男子單打 | －            | 準決賽 |
| 2014年 | 歐洲男子羽毛球團體錦標賽 | 其他       | 男子團體 | －            | 季軍   |
| 2014年 | 克羅地亞羽毛球國際賽     | 國際系列賽 | 男子單打 | －            | 冠軍   |

| 2007-2017年 | 首要超級賽 | 超級賽 | 黃金大獎賽 | 大獎賽 | 國際挑戰賽 | 國際系列賽 | 未來系列賽 | 其他 |

| 2018-2026年 | 總決賽 | 超級1000賽 | 超級750賽 | 超級500賽 | 超級300賽 | 超級100賽 | 國際挑戰賽 | 國際系列賽 | 未來系列賽 | 其他 |